# Olivia Newman
Pour les articles homonymes, voir Newman.
Olivia Newman
Olivia Newman est une réalisatrice et scénariste américaine,. Elle est surtout connue pour avoir réalisé Mon premier combat (2018) et Là où chantent les écrevisses (2022).

## Biographie

### Jeunesse et éducation
Olivia Newman est née à Hoboken dans le New Jersey. En 1996, elle est diplômée de la Hudson School. Elle est titulaire d'un Bachelor of Arts en français et en études sur les femmes du Vassar College et d'un Master of Fine Arts en cinéma de l'Université Columbia,. Son premier court métrage, Blue-Eyed Mary, a été projeté au Portland Oregon Women's Film Festival en 2010.

### Carrière
Olivia Newman fait ses débuts en tant que réalisatrice avec le film dramatique Mon premier combat avec Elvire Emanuelle, Yahya Abdul-Mateen II, Colman Domingo et Jharrel Jerome, qui est présenté en première au festival du film SXSW. En 2018, Mon premier combat sort sur Netflix.
En 2022, Olivia Newman réalise le thriller mystérieux Là où chantent les écrevisses, une adaptation du roman du même nom, écrit par Delia Owens et publié en 2018,. Malgré des appréciations mitigées de la part des critiques, l'accueil du public est plus positif et le film devient un sleeper hit au box-office, rapportant 140 millions de dollars sur un budget de 24 millions de dollars.

## Filmographie

### Réalisatrice

#### Courts métrages
- 2009 : Blue-Eyed Mary
- 2010 : First Match (également scénariste)

#### Films
- 2018 : Mon premier combat (également scénariste)
- 2022 : Là où chantent les écrevisses

#### Séries télévisées
- 2019 : Chicago Fire (épisodes Le premier jour de ta nouvelle vie, Déplacer un mur, La zone, Comme un père)
- 2020 : FBI (épisode Promesse brisée)
- 2023 : La Dernière Chose qu'il m'a dite (The Last Thing He Told Me) (mini-série) (épisodes Protège-là, Le Jour d'après, Le Sanctuaire)

### Scénariste
- 2010 : First Match (court-métrage) (également réalisatrice)
- 2018 : Mon premier combat (également réalisatrice)

### Productrice

#### Courts métrages
- 2010 : Storm Up the Sky
- 2011 : The Runner
- 2012 : Lucky Duck

## Distinctions
| Année | Prix                     | Catégorie             | Résultat | Réf.   |
| ----- | ------------------------ | --------------------- | -------- | ------ |
| 2012  | New Jersey Film Festival | Grand Prix            | Lauréat  | [ 11 ] |
| 2012  | Aspen Shortsfest         | Prix du Jury          | Lauréat  | [ 12 ] |
| 2018  | SXSW Film Festival       | Prix SXSW Gamechanger | Lauréat  | [ 13 ] |
| 2018  | SXSW Film Festival       | Prix du public        | Lauréat  | [ 14 ] |